# Bariba jezici
Bariba jezici, jezična skupina šire skupine gur, nigersko-kongoanska porodica, koja obuhvaća tek jedan jezik, baatonum ili bariba, kojim govore pripadnici etničke skupine Baatombu (sing. Baatonu) u beninskoj provinciji Borgou i nigerijskim državama Kwara i Niger.
Ukupan broj govornika iznosi oko 560,000 u obje države. Gursku skupinu jezika čini s užim skupinama centralni, kulango, lobi, senufo, teen, tiefo, tusia viemo i wara-natioro

## Vanjske poveznice
- Ethnologue (14th)
- Ethnologue (15th)